# Іконографія Діви Марії

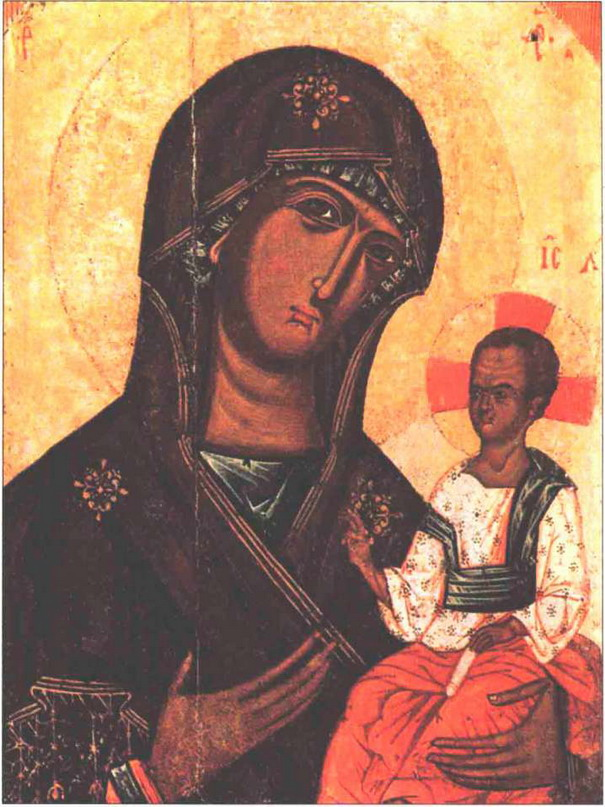
Волинська Богородиця Одигітрія

Іконографія Діви Марії — зображення Діви Марії у сакральному мистецтві та система їх дослідження.

## Історія іконографії Богородиці
Ікони Богородиці у візантійському мистецтві з'явилися порівняно пізно, але швидко посіли важливе місце. На Вселенському ефеському соборі 431 р. александрійські єпископи наполягли на встановленні догмата про Богородицю (гр. Теотокос). Її знаємо як Божу Матір, оскільки Бог втілився з неї. Про Богородицю є небагато згадок у Святому Письмі. Найчастіше про неї згадує євангеліст Лука, який, як уважають, першим написав ікону Богородиці. Про ікони авторства єв. Луки відомо від VI ст. У Західній Європі побутувала також легенда про те, що волхви привели у Вифлеєм художника намалювати образ Матері з Дитям Ісусом. 
Велике значення у розвитку культу Богородиці в Константинополі мала поява богородичних реліквій — мафорію і пояса, які привезла зі Святої землі імператриця Пульхерія (перша половина V ст.). Місцем шанування ризи Богородиці стала Влахернська церква, а пояса — Халкопратійська. За переказом, Пульхерія привезла також зі Святої землі ікону Богородиці з Дитям Ісусом на руках авторства єв. Луки, яка прославилася чудами й згодом отримала епітет «Одигітрія». 
У післяіконоборчий період у Візантії та на Балканах активно розвивається іконографія Богородиці. У пізньовізантійський період стало характерним наділяти ікони Богородиці з Дитям Ісусом епітетами. Окремі епітети прославляють Богородицю і перегукуються з епітетами Богородиці з акафіста (Платитера — ширша небес, Параклесіс — заступниця, Перилевта —прекрасна, Панахранта — пренепорочна), інші є топонімічними епітетами, вказують на походження ікони з конкретної церкви чи місцевості (Халкопратійська, Пелагонітиса, Кіккотиса).

## Іконографія вбрання Богородиці
У V–VI ст. усталилася іконографія вбрання Богородиці. Шати Богоматері становлять мафорій, туніка і чепець:
• Мафорій — велике покривало з декоративним краєм, яке покриває голову, плечі й спускається майже до землі. Мафорій Богоматері у візантійському мистецтві VI–XII ст. зазвичай синій, пізніше — пурпуровий. Пурпур символізував велич і царське походження Богородиці, що походила з роду царя Давида, а також осінення благодаттю Святого Духа та її піднесення з тілом на небо після Успіння. Три зірки — на чолі і на плечах мафорію — символізують приснодівство Богородиці.
• Чепець (хустина) одягнений на голову під мафорієм. Він звичайно світло-синього або блакитно-зеленавого відтінків.
• Туніка — довгий одяг з вузькими рукавами та прикрасами на манжетах — «нарукав'ях». Колір туніки Богоматері — темно-синій. Цей колір символізує непорочність і небесну чистоту, а також земне походження Богородиці.
• Черевики пурпурові або червоні (відзнака осіб візантійської імператорської сім’ї).

## Класифікація іконографічних типів Богородиці
Оскільки у християнській традиції назви ікон присвоювалися конкретним, зазвичай чудотворним творам та їх копіям (які не завжди цілком відтворювали оригінал), назви іконографічних типів ікон Богородиці є доволі умовними. Утім, для зручності ідентифікації різних зображень Богородиці науковці визначають кілька основних іконографічних типів, які мають умовно визначений рисунок, виділяються характерними атрибутами, поставами та жестами. Окремі з них — Одигітрія, Агіосоритиса (Халкопратійська) — є назвами чудотворних візантійських ікон, від яких виводиться їхня іконографія. Інші нав’язують до символіки та композиції зображення:
- Богородиця Оранта;
- Богородиця Втілення;

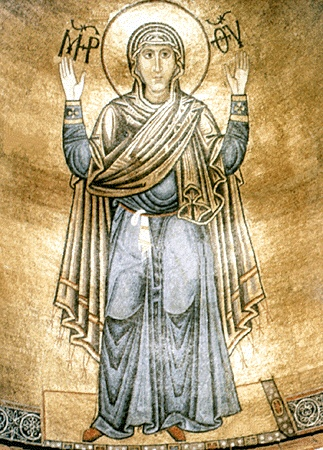
Оранта, Софія Київська, XI століття

- Богородиця Одигітрія (Провідниця);
- Богородиця Елеуса (Замилування);
- Богородиця Агіосоритиса (Халкопратійська);
- Покров Богородиці;
- Богородиця Мати Милосердя (Всіх Стражденних);
- Богородиця на престолі;
- Собор Богородиці;
- Богородиця Неопалима Купина;
- Богородиця Живоносне Джерело;
- Коронування Богородиці;
- Богородиця Непорочного Зачаття;
- Пієта.

Окремі назви іконографічних типів мають грецьке звучання, хоча відомі їх українські переклади: Елеуса — Замилування, Одигітрія — Провідниця.

## Сюжети
- Благовіщена (лат. Annuntiata) — зображення Діви Марії під час Благовіщення архангелом Гавриїла[2].
- Внебовзята (лат. Assunta) — зображення Діви Марії, взятої на Небеса після Успіння.
- Непорочна (лат. Immaculata) — зображення Діви Марії, яка стоїть у небесах на півмісяці[3], символізуючи її непорочність і чистоту.

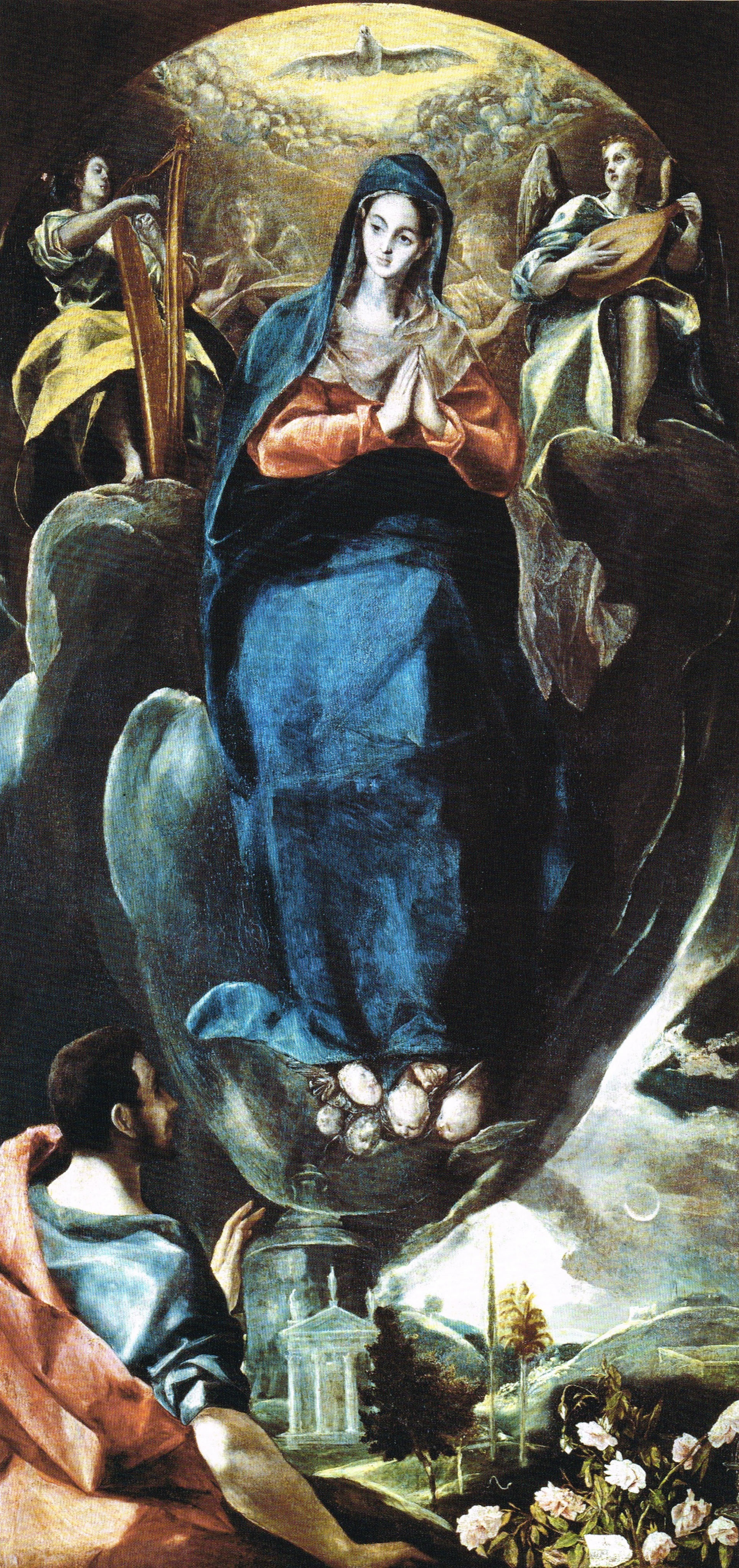
Ель Греко, 1580—1585
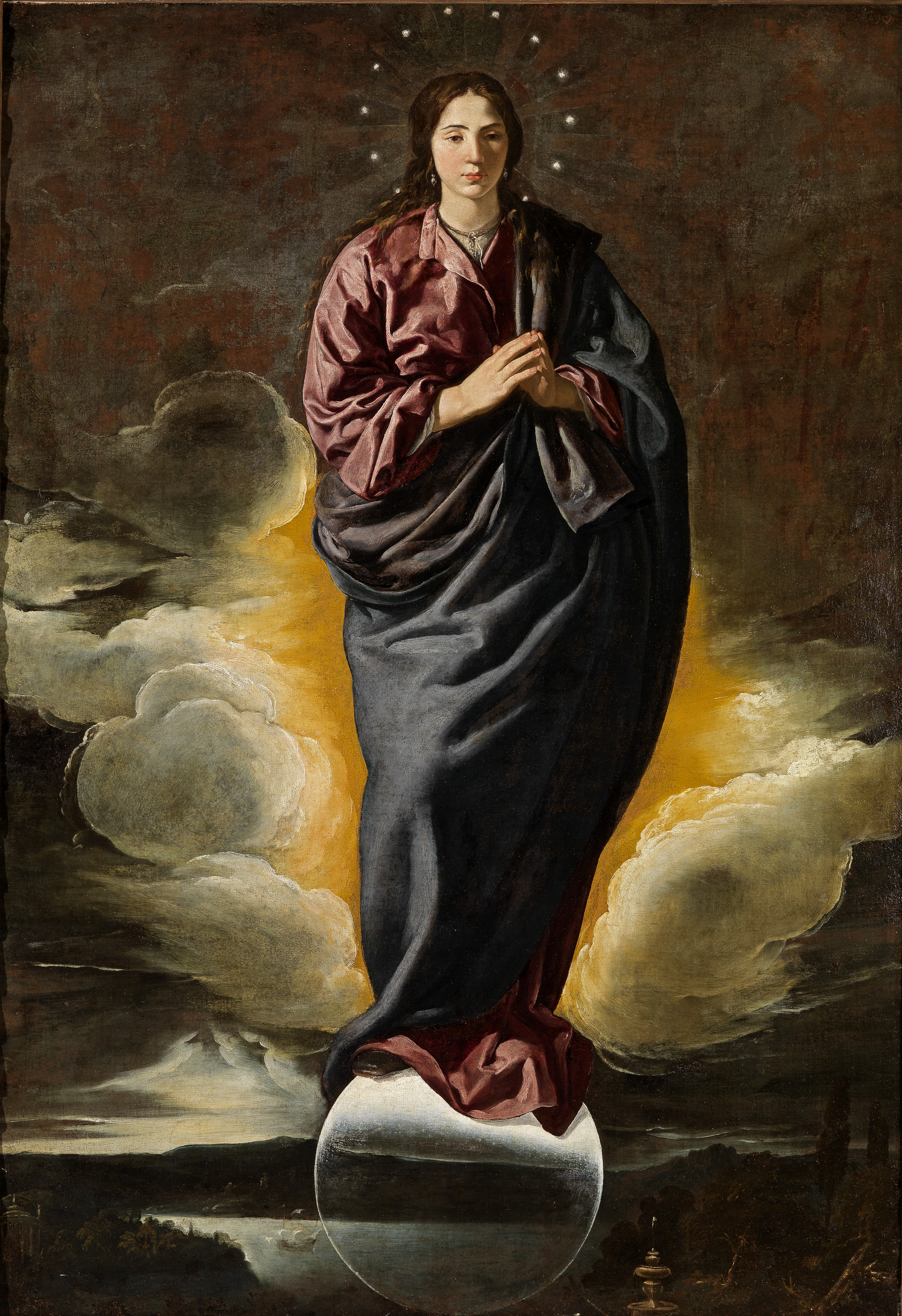
Дієго Веласкес, 1618—1620
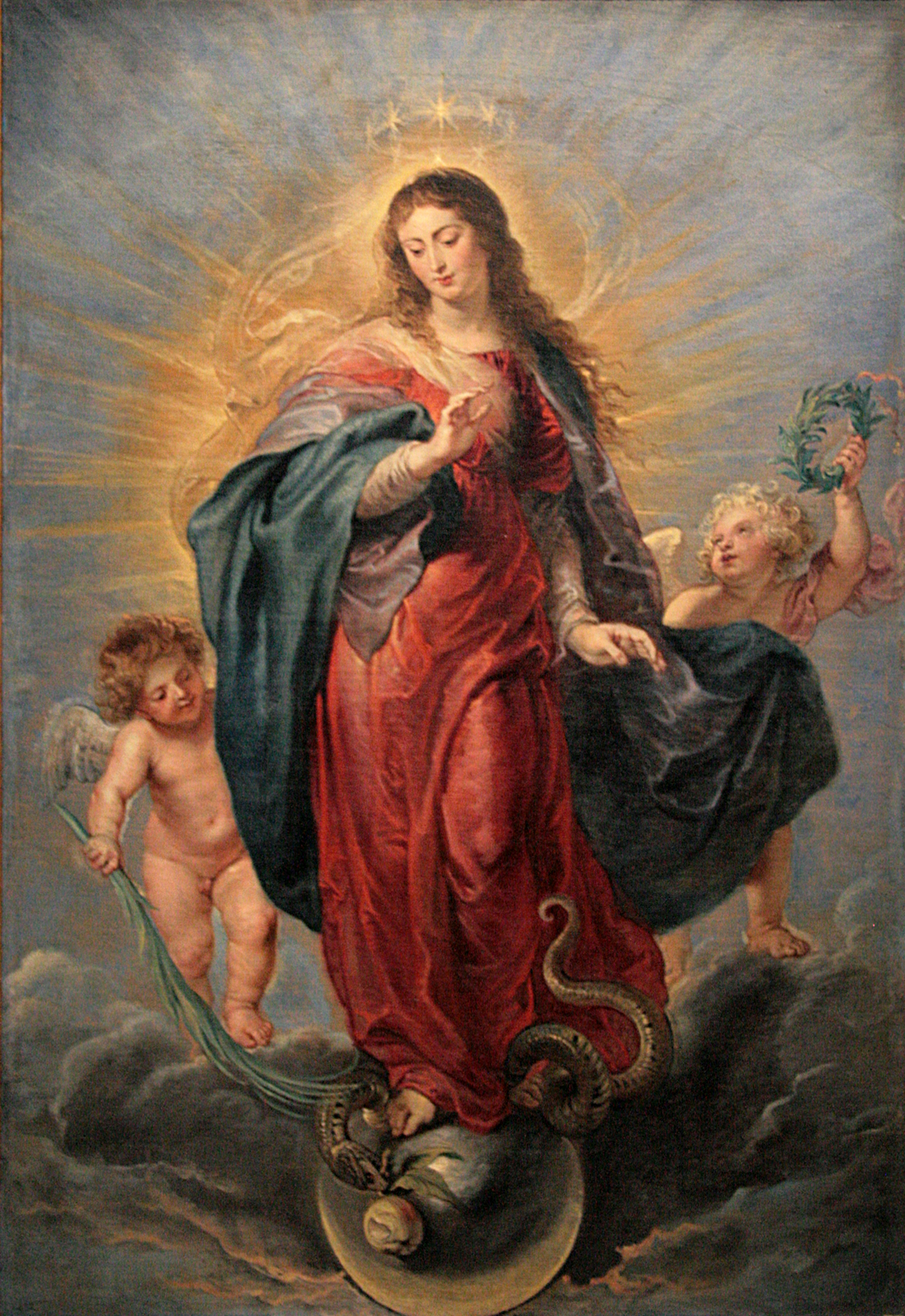
Пітер Пауль Рубенс, 1628—1629
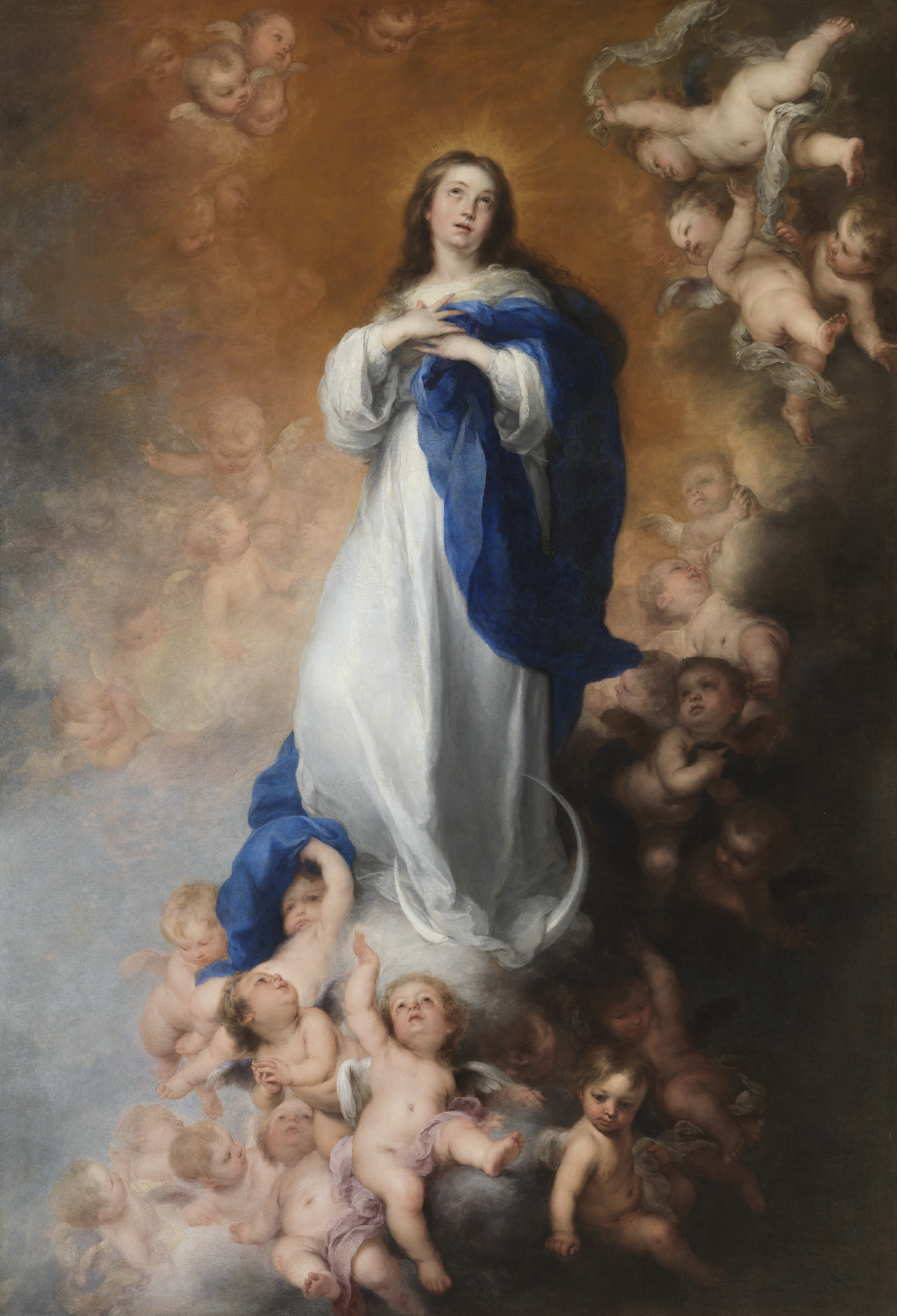
Бартоломе Мурільйо, 1678

- Коронація — зображення коронації Діви Марії королевою Небес після Внебовзяття[4]

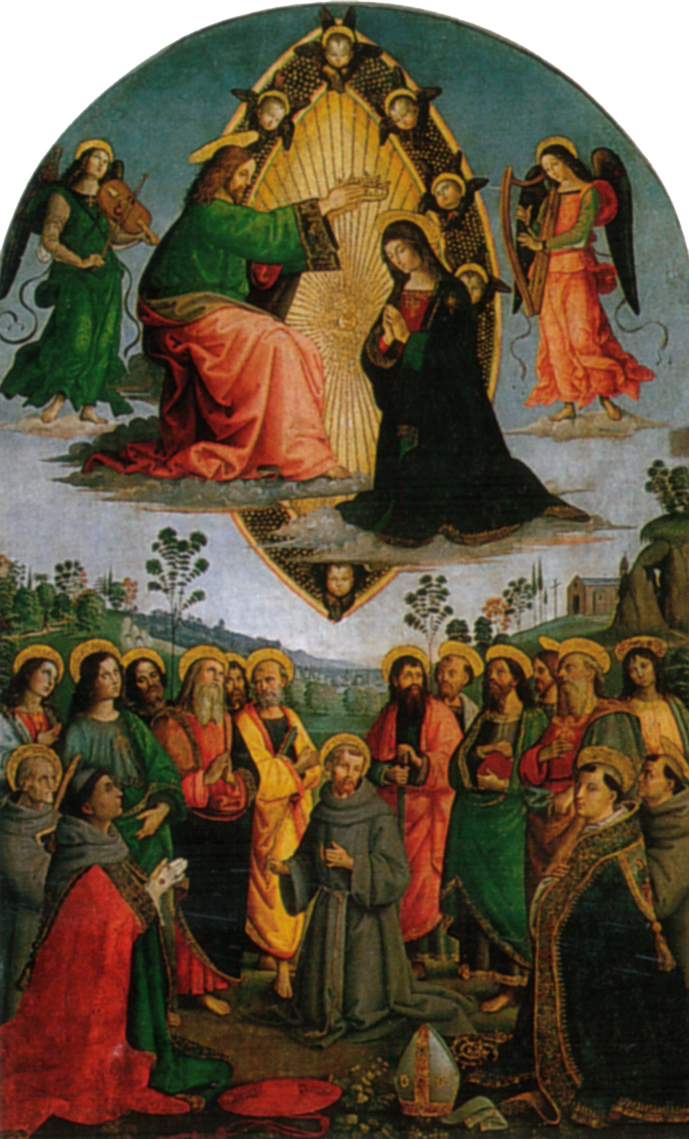
Пінтуріккіо, 1503—1505
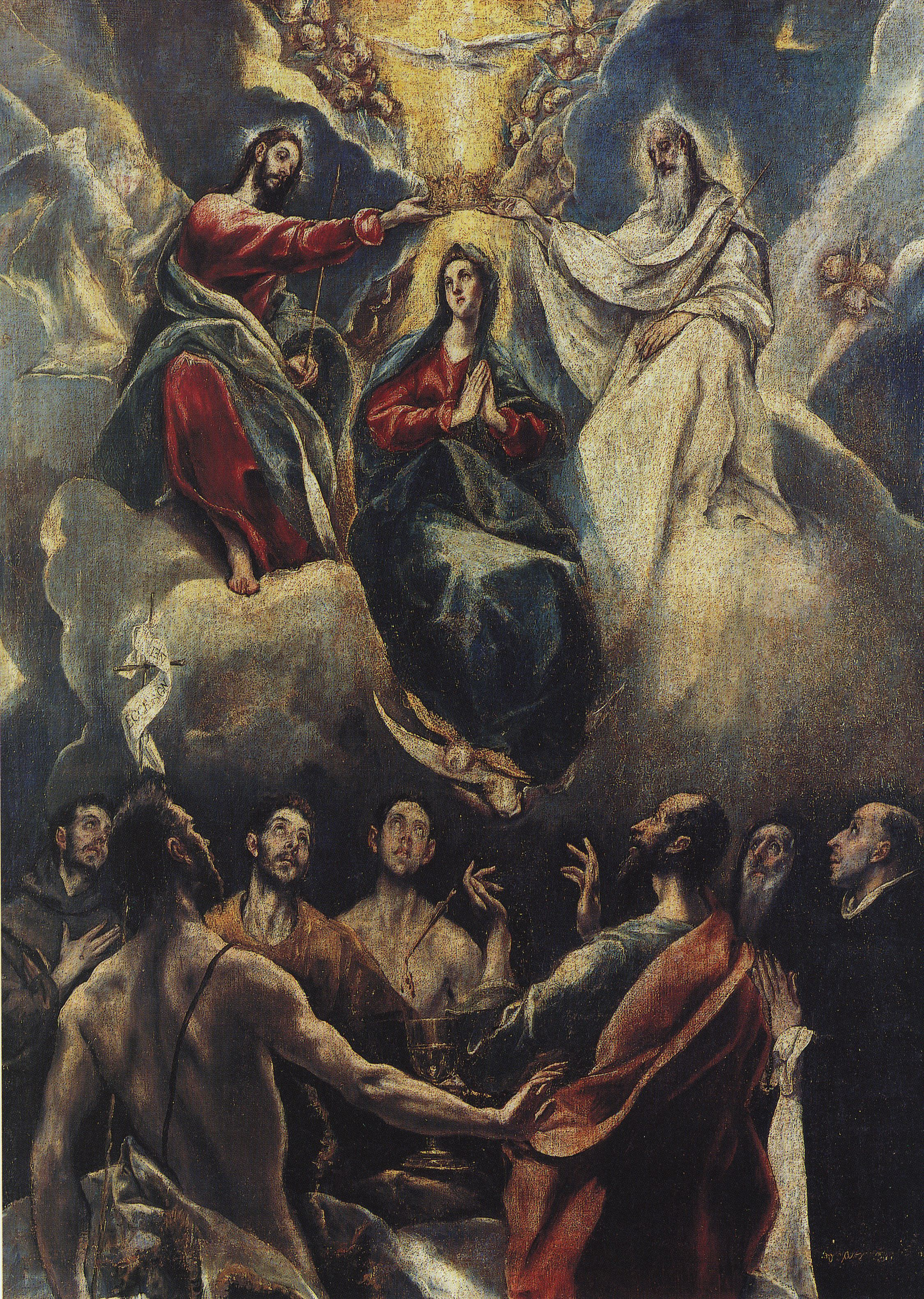
Ель Греко, 1592
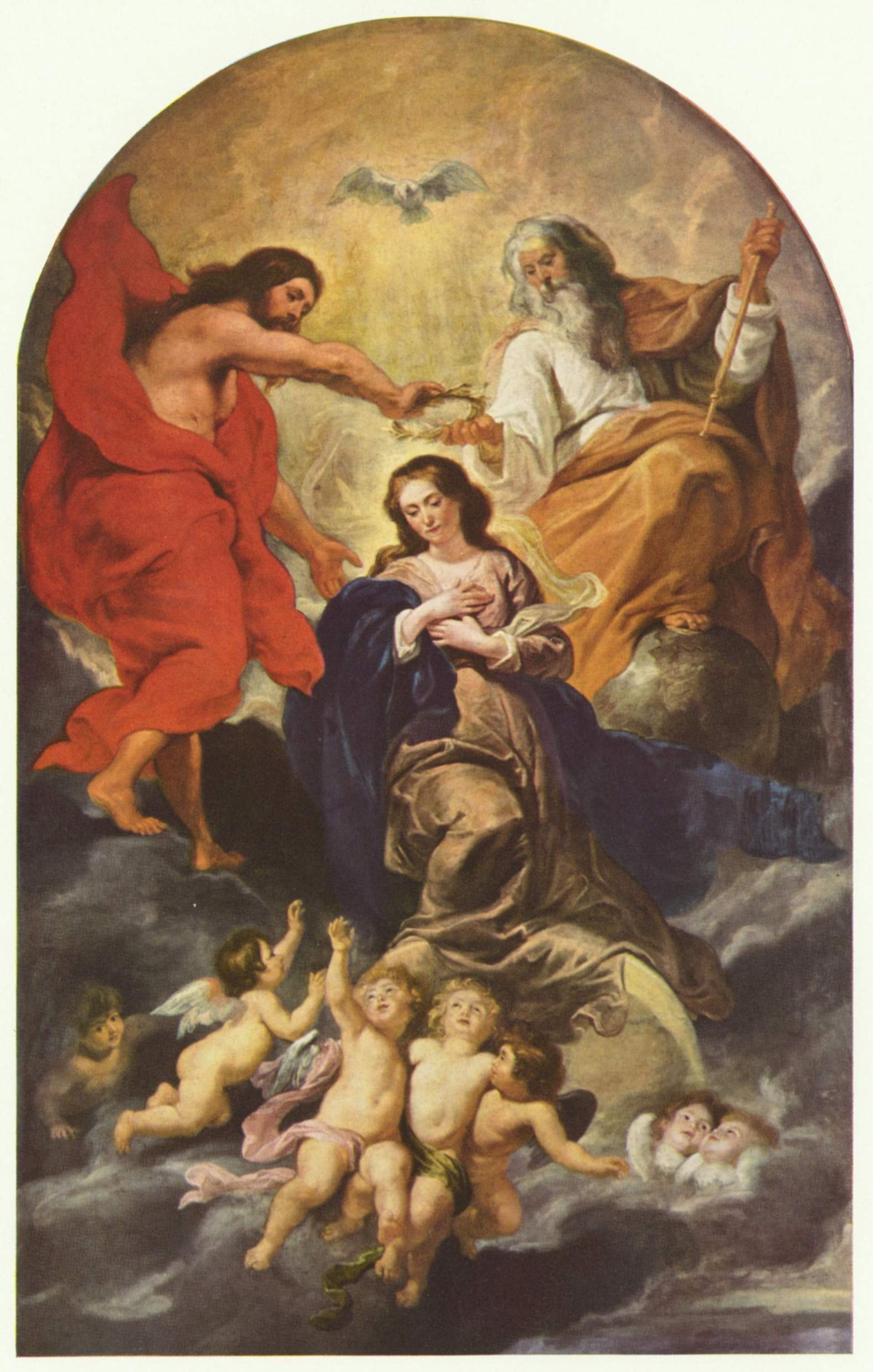
Пітер Пауль Рубенс, 1625
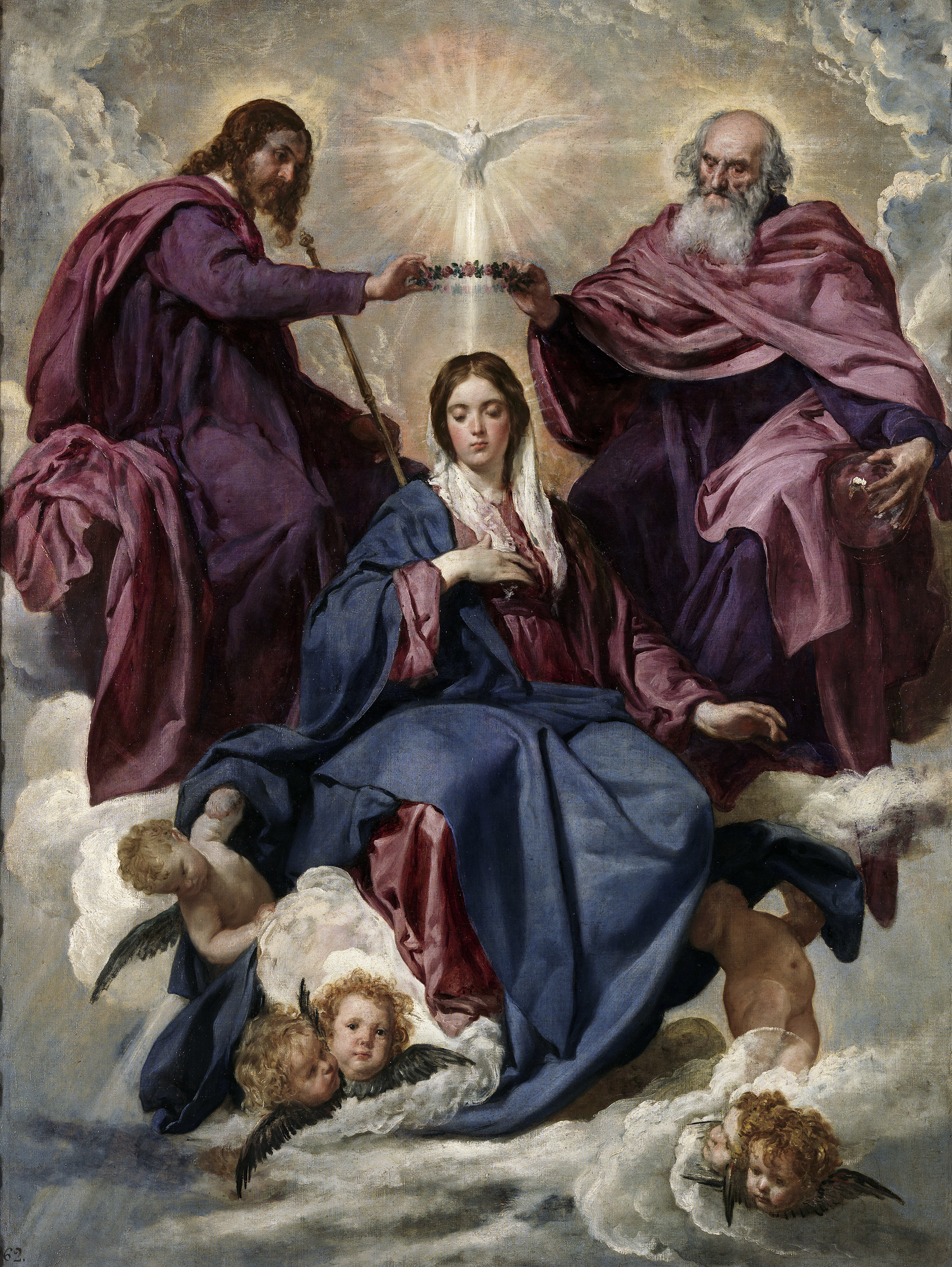
Дієго Веласкес, 1645

- Мадонна у славі;[5]
- «Мадонна милосердя» — зображення Мадонни Милосердя, що захищає людей своїм покровом;
- Маеста — урочисте зображення Мадонни на троні в оточенні святих;
- Марія носяща в утробі або Богоматір-породілля — зображення вагітної Богородиці[6];
- Містичне заручення святої Катерини — зображення Мадонни на троні з немовлям Ісусом на колінах і святою Катериною Олександрійською, заручається з Ісусом обручкою;
- Заручини Марії — заручини Марії та святого Йосипа[7];
- Непорочне Серце — зображення Мадонни з блискучим серцем у грудях, в обрамленні вінка з троянд;
- П'єта — Марія, що оплакує знятого з хреста свого сина Ісуса[8];
- Свята Рідня (Sacra Conversazione) — зображення Богородиці з Ісусом разом зі святою Ганною і святим Іваном Хрестителем[9];
- Святе Сімейство — зображення Марії з Йосипом і немовлям Ісусом[10];
- Свята Співбесіда — зображення Мадонни на троні в оточенні учасників бесіди святих;
- Anna selbdritt або Свята Анна, Марія і Немовля Ісус — зображення Мадонни разом з її матір'ю Святою Ганною і немовлям Ісусом[11];
- Hortus conclusus — зображення Мадонни в райському саді (у православній традиції аналогічне зображення іменується «Вертоград укладений»).
- Mater dolorosa — зображення страждаючої Марії з мечем у серці, яка дивиться на розп'ятого Христа;
- Mulier amicta sole — зображення Діви Марії оточеної сонцем, в зоряній короні і з місяцем під ногами. Образ узятий з 12-ї глави біблійного Одкровення святого Іоанна Богослова.

## Іконографія Богородиці в українському мистецтві
Розвиток шанування Богородиці на київських землях простежується від часу хрещення 988 р. Є також припущення, що княгиня Ольга збудувала церкву Богородиці у своєму селі Будутино(тепер на території Києва), де її було поховано 969 р. Перша мурована церква в Києві, відома в літописі як Десятинна, була посвячена Богородиці. У соборі Св. Софії в Києві Богородиця Оранта в консі апсиди має епітет «Непорушна стіна» і вважається захисницею храму й міста. Велике значення мали також привізні константинопольські ікони, які швидко здобували славу чудотворних. На місцевому ґрунті вони діставали топонімічні епітети, залежно від того, де зберігалися: Богородиця Вишгородська, Богородиця Холмська, Богородиця Белзька. Хоча на самих іконах ці епітети написані не були. Відповідно до «міграції» ікон, інколи змінювалися їхні топонімічні назви: Богородиця Вишгородська-Володимирівська, Богородиця Белзька-Ченстоховська, Богородиця Верхратська-Крехівська. З окремих ікон малювали репліки, які ставали чудотворними та отримували свої епітети. Так, копією Богородиці Вишгородської є Богородиця Ігорівська, яка називається за іменем чернігівського князя Ігоря, для якого вона була створена у ХІІ ст. Доволі швидко на українських землях з’явилися і поширилися чудотворні ікони авторства місцевих майстрів різного часу: Богородиця Охтирська, Богородиця Любецька, Богородиця Почаївська, Богородиця Іллінська (з Іллінського монастиря в Чернігові), Богородиця Єлецька (з Єлецького монастиря в Чернігові), Богородиця Зарваницька, Богородиця Теребовлянська, Богородиця Братська Київська. Їхні назви пов’язані з місцевістю (Любецька, Почаївська, Зарваницька, Охтирська, Теребовлянська) чи деревом (Єлецька), де вони об’явилися, з назвою монастиря (Іллінська),з назвою братства, яке опікувалося іконою (Братська). На сьогодні відомо близько 200 українських чудотворних ікон, створених у різний час. Якщо на візантійських і балканських іконах Богородиці XIII–XV ст. доволі часто писали епітети, то на українських — рідко. Кілька українських ікон Богородиці в іконографічному типі Одигітрії, зокрема, Богородиця Одигітрія з похвалою XV ст. із церкви в Підгородцях коло Сколе, мають напис цього епітета кирилицею. Цей епітет не перекладали.
Більшість типів української іконографії Богородиці має візантійське походження. Давньоукраїнську ґенезу має сюжет Покрову Богородиці, який не відомий візантійському мистецтву. У XVII–XVIII cт. в українському мистецтві іконографія Богородиці збагачується новими варіантами. Зокрема, відтоді відомі друковані, багато ілюстровані Акафісти Богородиці, окремі сюжети яких здобули самостійний розвиток у мистецтві (Богородиця зі свічкою, Поклоніння Богородиці в її іконі, Богородиця Непорочного Зачаття, Богородиця Цариця небес). З текстами Акафіста та Молебня до Богородиці пов’язана також іконографія Богородиці Неопалимої Купини. Образи Богородиці Непорочного Зачаття та Коронування Богородиці відомі в українському мистецтві орієнтовно від 1620–1630-х рр., запозичені із західноєвропейського мистецтва католицької традиції.
Загалом в українській іконографії Богородиці від XVII ст. усе відчутнішими стають впливи західноєвропейського мистецтва, що проявляються в реалістичнішому трактуванні фігур, елементів одежі, використанні декоративних орнаментів, що відтворюють мотиви тогочасних коштовних тканин. Богородиця наділяється атрибутами царської влади — короною та скіпетром, що наголошує на ідеї Цариці Небесної. У той час зникають класичні візантійські взірці іконографії Богородиці — Оранта та Агіосоритиса, модифікації набуває образ Одигітрії. На окремих іконах типу Одигітрії та Елеуси другої половини XVII–XVIII ст. Богородиця може зображатися з квіткою в руці, що також є запозиченням із західноєвропейських взірців. Українські ікони такого типу називають відповідно до Акафістного епітету — Нев'янучий Цвіт, що акцентує на непорочності Марії, хоча напису цього епітету на іконах не виявлено.

## У геральдиці

Брага
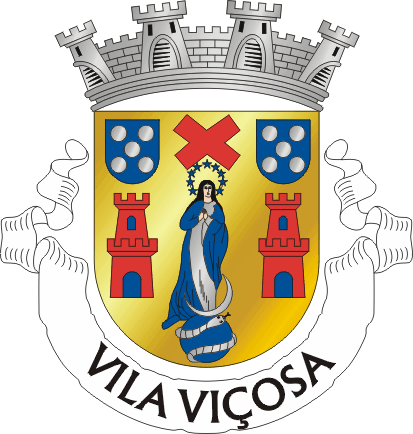
Віла-Вісоза
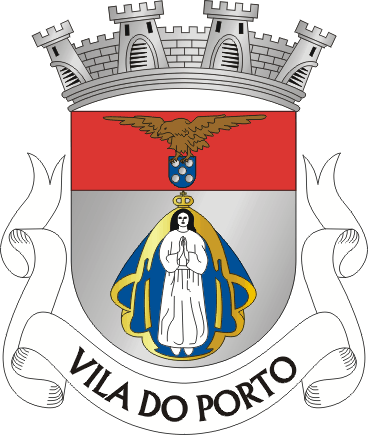
Віла-ду-Порту
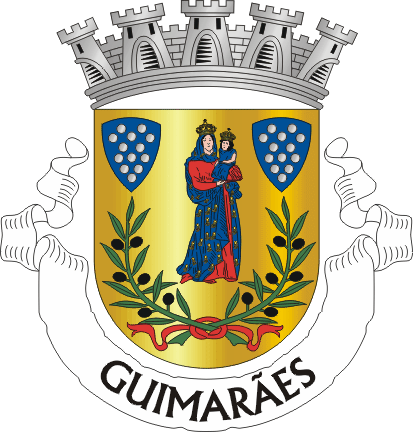
Гімарайнш
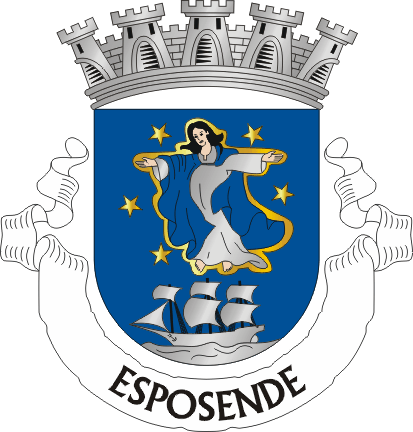
Ешпозенде
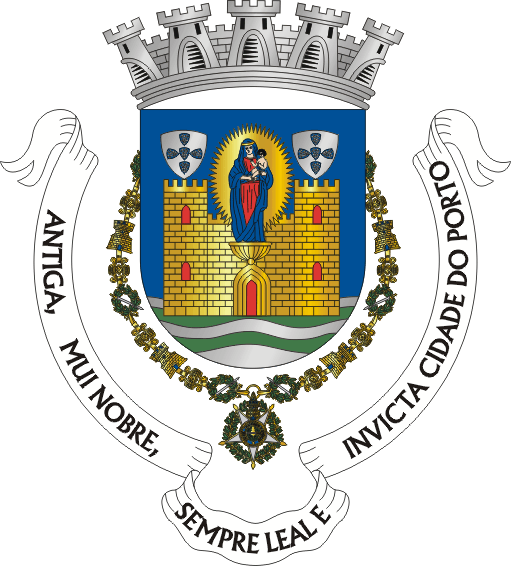
Порту
Овар
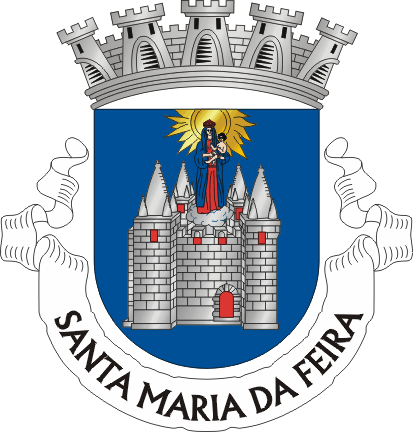
Санта-Марія-да-Фейра
Фару